# Aleksandr Berkutov
Aleksandr Nikolajevitj Berkutov (på russisk: Александр Николаевич Беркутов) (født 21. maj 1933, død 7. november 2012) var en russisk roer og olympisk guldvinder.

## Rokarriere
Berkutov indledte sin rokarriere i singlesculler og var en af de bedste i Sovjetunionen, hvor han ofte konkurrerede med Jurij Tjukalov. Berkutov vandt det sovjetiske mesterskab i denne bådtype i 1954 og vandt EM-bronze samme år. I midten af 1950'erne blev både Berkutov og Tjukalov uddistanceret af den yngre Vjatjeslav Ivanov, og i stedet gik de to tidligere rivaler sammen i dobbeltsculleren, hvilket gav dem stor succes. Først vandt de guld ved EM, og derfor var de blandt favoritterne ved OL 1956 i Melbourne. Her vandt de deres indledende heat sikkert og var dermed i finalen. Her holdt den sovjetiske båd sig lidt tilbage i begyndelsen, men lagde sig i spidsen inden halvvejsmærket. Herfra så de sig ikke tilbage og vandt med otte sekunder ned til USA på andenpladsen, mens Australien fik bronze.
De følgende år var Tjukalov og Berkutov suveræne og vandt EM-guld tre år i træk (1957-1959) og vandt Henley Royal Regatta i 1957 og 1958. De var derfor storfavoritter ved OL 1960 i Rom, men de blev overraskende besejret i indledende heat af Václav Kozák og Pavel Schmidt fra Tjekkoslovakiet, der var toere fra EM året forinden. Tjukalov og Berkutov kom dog til finalen via opsamlingsheat, men endnu en gang var den tjekkoslovakiske duo for stærk og vandt guld med et forspring på tre sekunder til den sovjetiske båd, der fik sølv, og en schweizisk båd, der fik bronze.
Tjukalov og Berkutov tog derpå revanche og vandt endnu en EM-guld i 1961, hvorpå Berkutov indstillede sin aktive karriere. Senere blev han rotræner og stod bag de sovjetiske både ved OL 1972 i München.

## Videre karriere
Fra 1990 til sin død arbejdede Berkutov som professor ved roafdelingen på det russisk statsuniversitet for fritid, idræt og turisme. I den rolle publicerede han flere bøger og videnskabelige artikler om roning, og han producerede desuden en serie træningsvideoer om dette emne.

## OL-medaljer
- 1956:  Guld i dobbeltsculler
- 1960:  Sølv i dobbeltsculler